# Ожалошћена породица (филм из 1990)
Ожалошћена породица је југословенски телевизијски филм снимљен у продукцији Телевизије Београд 1990. године према истоименој комедији Бранислава Нушића из 1931. године. Редитељ је Милан Караџић док је директор фотографије Мирослав Милановић, сценограф Снежана Петровић, костимограф Ангелина Атлагић, композитор Енцо Лесић и монтажа Мирослав Николов.

## Улоге
| Глумац                   | Улога                          |
| ------------------------ | ------------------------------ |
| Михаило Миша Јанкетић    | Агатон Арсић                   |
| Вера Чукић               | Сарка, удовица                 |
| Горица Поповић           | Гина, Прокина жена             |
| Љиљана Драгутиновић      | Вида, Танасијева жена          |
| Катица Жели              | Симка, Агатонова жена          |
| Горан Султановић         | Танасије Димитријевић, трговац |
| Радослав Рале Миленковић | Прока Пурић                    |
| Бранимир Брстина         | Мића Станимировић              |
| Милутин Мима Караџић     | Трифун Спасић                  |
| Марица Вулетић           | Даница                         |
| Милорад Мандић Манда     | Адвокат Петровић               |